# Dead Island 2
Dead Island 2 is een computerspel dat is ontwikkeld door Dambuster Studios en uitgegeven door Deep Silver voor PlayStation 4, PlayStation 5, Windows, Xbox One en Xbox Series. Het actierollenspel kwam wereldwijd uit op 21 april 2023 en is het vervolg op Dead Island uit 2011.

## Plot
Het spel draait vijftien jaar na de gebeurtenissen in Dead Island af en speelt zich in een met zombies overwoekerd deel van de Amerikaanse stad Los Angeles af (of 'Hell-A', zoals de stad in het spel heet).

## Ontvangst
| Recensiescore       | Recensiescore                |
| Recensieverzamelaar | Score                        |
| ------------------- | ---------------------------- |
| Metacritic          | 75% (PC) 73% (PS5) 76% (XBS) |
| Publicist           | Score                        |
| Destructoid         | 7,5                          |
| Game Informer       | 7,75                         |
| GameSpot            | 7                            |
| IGN                 | 7                            |
| Power Unlimited     | 8,5                          |

Het spel ontving overwegend positieve recensies. Men prees de sfeer, omgeving en verslavende gameplay. Kritiek was er op het dunne verhaal, de technische prestaties en spelbalans.
Op recensieverzamelwebsite Metacritic heeft het spel een score van 73%.
Na een ontwikkeling van tien jaar tijd was het spel binnen drie dagen na uitgave ruim een miljoen keer verkocht.